# Đua ca nô tại Đại hội Thể thao Đông Nam Á 2005
Bộ môn Đua thuyền Canoe và Kayak tại Đại hội Thể thao Đông Nam Á 2005 được thi đấu tại Vịnh Subic, thành phố Zembales, Philippines từ ngày 02 tháng 12 đến ngày 04 tháng 12 năm 2005. Các vận động viên sẽ tranh 7 bộ huy chương ở 4 nội dung dành cho nam và 3 nội dung dành cho nữ.
| Tổng sắp huy chương SEA Games 2005 Bộ môn Canoe/Kayak |             |      |     |      |      |
| Hạng                                                  | Đoàn        | Vàng | Bạc | Đồng | Tổng |
| 1                                                     | Indonesia   | 4    | 3   | 0    | 7    |
| 2                                                     | Myanmar     | 2    | 2   | 1    | 5    |
| 3                                                     | Việt Nam    | 1    | 1   | 3    | 5    |
| 4                                                     | Philippines | 0    | 1   | 2    | 3    |
| 5                                                     | Thái Lan    | 0    | 0   | 1    | 1    |
|                                                       | Tổng        | 7    | 7   | 7    | 21   |

## Bảng thành tích

### Nội dung thuyền Canoe 500m 1 người nam
| Huy chương | Vận động viên   | Quốc gia    |
| Vàng       | Nguyễn Đức Cảnh | Việt Nam    |
| Bạc        | Yuyu Fernando   | Indonesia   |
| Đồng       | Norwell Cajes   | Philippines |

### Nội dung thuyền Canoe 500m 2 người nam
| Huy chương | Vận động viên                           | Quốc gia    |
| Vàng       | Asnawir và Roinadi                      | Indonesia   |
| Bạc        | Jeremiah Tambor và John Oliver Victorio | Philippines |
| Đồng       | Aung Lin và Win Htike                   | Myanmar     |

### Nội dung thuyền Kayak 500m 1 người nam
| Huy chương | Vận động viên      | Quốc gia    |
| Vàng       | Phone Myint Tayzar | Myanmar     |
| Bạc        | Sayadin            | Indonesia   |
| Đồng       | Marvin Amposta     | Philippines |

### Nội dung thuyền Kayak 500m 2 người nam
| Huy chương | Vận động viên                      | Quốc gia  |
| Vàng       | Silo Hadi và Laode Hadi            | Indonesia |
| Bạc        | Trần Hữu Trí và Nguyễn Khánh Thành | Việt Nam  |
| Đồng       | Piyaphan Phaophat và Anusom Sommit | Thái Lan  |

### Nội dung thuyền Kayak 500m 1 người nữ
| Huy chương | Vận động viên   | Quốc gia  |
| Vàng       | Sarce Aronggear | Indonesia |
| Bạc        | Naw Ahle Lashe  | Myanmar   |
| Đồng       | Đoàn Thị Cách   | Việt Nam  |

### Nội dung thuyền Kayak 500m 2 người nữ
| Huy chương | Vận động viên                     | Quốc gia  |
| Vàng       | Sarce Aronggear và Rasima         | Indonesia |
| Bạc        | Krin Mar Oo và Aye Mi Khaing      | Myanmar   |
| Đồng       | Nguyễn Thị Loan và Nguyễn Thị Hoa | Việt Nam  |

### Nội dung thuyền Kayak 500m 4 người nữ
| Huy chương | Vận động viên                                               | Quốc gia  |
| Vàng       | Thei Htay Win Krin Mar Oo Aye Mi Khaing Naw Ahle Lashe      | Myanmar   |
| Bạc        | Sarce Aronggear Yohana Yoce Yom Rasima Royadin Rais         | Indonesia |
| Đồng       | Đoàn Thị Cách Nguyễn Thị Hoa Nguyễn Thị Loan Bùi Thị Phương | Việt Nam  |